# Нільсен Віктор Олександрович
Ні́льсен Ві́ктор Олекса́ндрович (нар. 1871 — пом. 1949) — архітектор доби сецесії.

## Життєпис
Народився в родині пастора. Родина мала данське і німецьке походження.
Навчався в Санкт-Петербурзі, де закінчив Інститут громадянських інженерів. Як архітектор і інженер почав працювати в місті Рибінськ на Волзі (тоді Ярославська губернія), де спроектував та вибудував міський водогін. Успіхи інженера були помічні, і він був запрошений маріупольською управою на посаду міського архітектора. Прибув у місто в 1900 чи в 1901 році. (Міське самоврядування було дозволене в Російській імперії ще 1870 року за наказом імператора).
Попередніми міськими архітекторами були Бер Самуїл Йосипович та Емерік Адольф Густавович. Маріуполь потерпав від нестачі чистої, питної води, особливо в спекотне літо. Новому архітекторові доручили створити проект міського водогону, що мав на той час значний кошторис. Для затвердження проект відіслали в міністерство і дозвіл на будівництво дав Столипін Петро Аркадійович.
Архітектор В. А. Нільсен добре опанував справу і виконав важке завдання. Завдяки новому міському водогону, водопостачання отримали дві третини мешканців міста (одна третина використовувала колодязі). До міського архітектора зросла довіра і прийшов матеріальний успіх, він мав майна на 600 рублів. Це надало підстави обрати міського архітектора депутатом в маріупольську думу.
Проживав архітектор Нільсен у будинку, який розташований навпроти Міського саду за адресою: вулиця Семенишина, 49. У народі садибу називають “будинком німф, які плачуть ”.
Стан архітектора кардинально змінився після 1917—1918 років. За радянської влади ставлення до архітектора погіршилося, як до успішного представника царського періоду. З 1935 року почалася чистка кадрів, що мали дворянське чи неробітниче походження. Архітектор був позбавлений права працювати архітектором-практиком і працював у технічному відділі нового заводу «Азовсталь». В 1936 році також була зруйнована церква Костянтина та Єлени в місті, створена і вибудувана архітектором.
Помер 1949 року.

## Знищений твір архітектора
Серед знищених в 1943 році опинився і альбом замальовок архітектора, куди той вносив малюнки фасадів запроектованих споруд та їх тогочасного оточення. Будинок архітектора та його приватний архів постраждали від пожеж, які вчинили німецькі загарбники в часи відступу з міста. Втрата малюнків архітектора — значно погіршила вивчення періоду пожвавлення забудови міста доби капіталізму і історичної забудови міста через відсутність копій зниклих малюнків.

## Вибрані твори

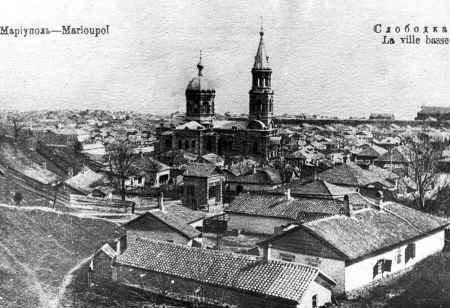
Церква Костянтина та Єлени, Маріуполь, знищена 1936 року.

- Водонапірна вежа, Рибинськ, вул.Куйбышева, 1А
- Водонапірна вежа у Проскурові
- Рибинське друге вище навчальне училище ім. В.А.Карякина, Рибинськ, вул.Луначарского, 61
- Водонагнітна вежа, Маріуполь
- Церква Костянтина та Єлени, Маріуполь
- Школа при заводі «Нікополь», Маріуполь
- Власний будинок, Маріуполь
- Старий корпус ПДТУ, Маріуполь

## Друкований твір архітектора

Школа за проектом архітектора В. О. Нільсена, 1912 р., нині ОШ № 21, Маріуполь.

- Нильсен В. А. «Описание и расчёт устройства водопровода в городе Рібинске с приложением атласа чертежей». Составлено гражданским инженером В. А. Нильсеном, 1901, лито-типография О. А. Фалька, Мариуполь.